# Taur Matan Ruak

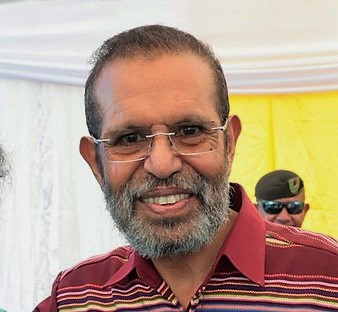
Taur Matan Ruak (2023)

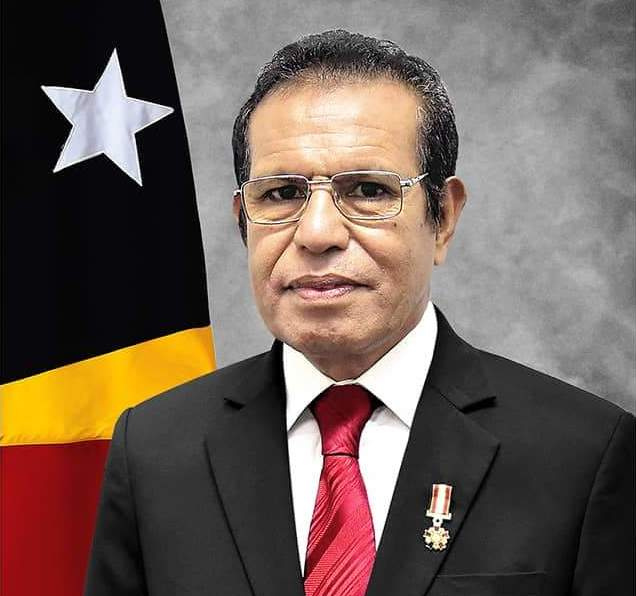
Taur Matan Ruak (2018)

Taur Matan Ruak (tetum für „Zwei scharfe Augen“, portugiesischer Name: José Maria Vasconcelos, * 10. Oktober 1956 in Osso Huna, Verwaltungsamt Baguia, Gemeinde Baucau/Portugiesisch-Timor) war von 2012 bis 2017 Präsident Osttimors. Bis zum 6. Oktober 2011 war er der militärische Oberbefehlshaber der Verteidigungskräfte Osttimors im Range eines Generalmajors. Davor war er der letzte Kommandant der FALINTIL, des militärischen Arms des osttimoresischen Widerstands gegen die indonesische Besatzung (1975–1999).
Seit dem 20. Mai 2017 ist Taur Matan Ruak Vorsitzender der Partidu Libertasaun Popular (PLP) und war vom 22. Juni 2018 bis 30. Juni 2023 Premierminister Osttimors. Im Juni 2020 übernahm er bis 2023 zusätzlich das Amt des Innenministers.

## Werdegang

### Kolonialzeit

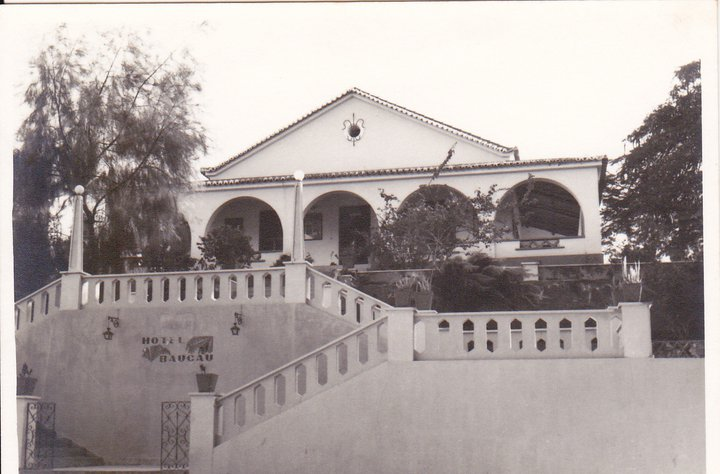
Die Pousada de Baucau (1970)

Taur Matan Ruak wurde in Osso Huna, nahe dem Ort Baguia, im Osten der damaligen Kolonie Portugiesisch-Timor geboren. 1960 zog Taur Matan Ruak mit seinem Onkel nach Dili, wo er von 1963 bis 1968 die Grundschule besuchte.
In Baucau bekam Taur Matan Ruak 1971 im Alter von 15 Jahren eine Anstellung in der Pousada de Baucau. Nur 18 Monate später organisierte er den ersten Streik der Hotelmitarbeiter gegen ungerechte Arbeitsverhältnisse. Ruak verlangte Gehaltserhöhungen, bessere Verpflegung und Respekt gegenüber den Angestellten. Seine Ziele erreichte er nicht. Taur Matan Ruak führt dies darauf zurück, dass das Gericht in Dili Partei für die Arbeitgeber ergriffen hatte.
Anfang 1973 erhielt Taur Matan Ruak eine Anstellung im Hotel Resende in Dili. Auch hier organisierte er 1974 einen Streik gegen die Arbeitsbedingungen. Auch dieser Streit endete erfolglos vor dem Gericht in Dili. In dieser Zeit kämpften auch andere Persönlichkeiten, die später eine Rolle in der Politik spielten, für die Arbeiterrechte, so José Ramos-Horta und Xanana Gusmão.
Nach der Nelkenrevolution in Portugal 1974 begann der Entkolonisierungsprozess. Nach einem kurzen Bürgerkrieg setzte sich die linksorientierte FRETILIN durch und begann mit dem Aufbau einer Verwaltung. Taur Matan Ruak schloss sich in dieser Zeit der FRETILIN an. Am 28. November rief die Führung der FRETILIN die Unabhängigkeit Osttimors von der Kolonialmacht Portugal aus.

### Besatzungszeit

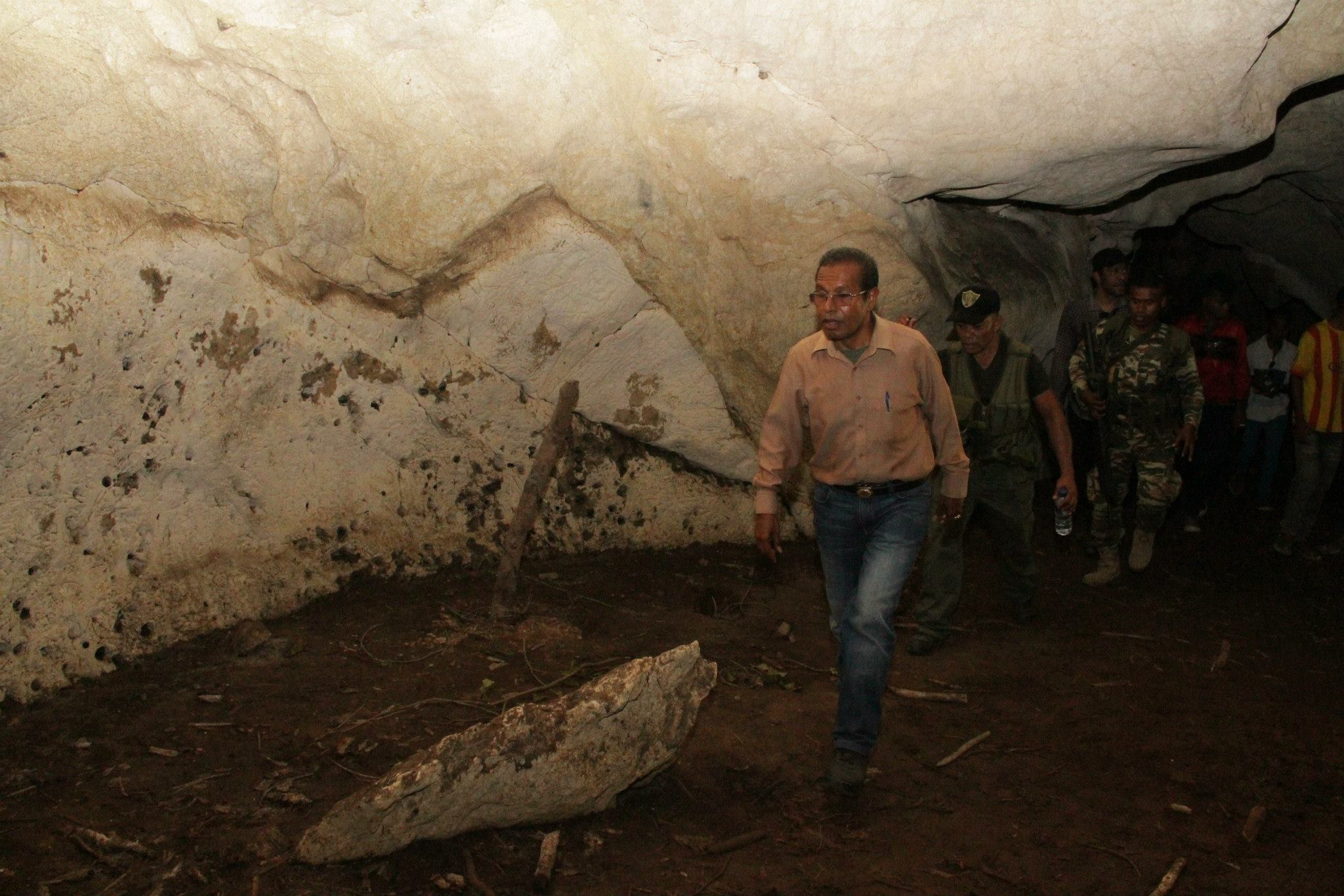
Die Höhle am Foho Susugua in Namanei diente Taur Matan Ruak als Unterschlupf

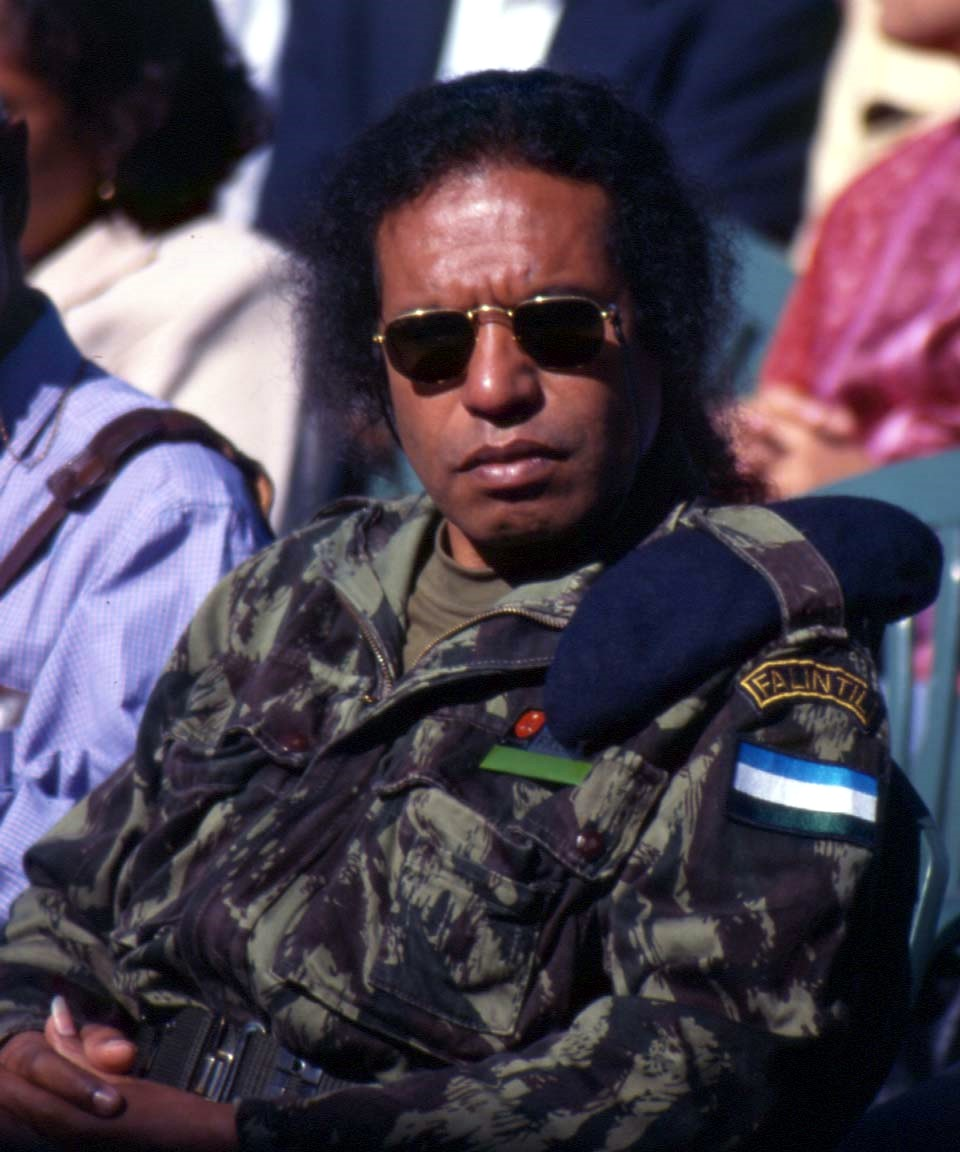
Taur Matan Ruak bei der 25-Jahr-Feier der FALINTIL (2000)

Nach der Eroberung Dilis durch Indonesien am 7. Dezember 1975, neun Tage nach der Ausrufung der Unabhängigkeit, ging Taur Matan Ruak als Mitglied der FALINTIL in die Berge zum Kampf gegen die Invasoren. Damals war die FALINTIL noch die Parteiarmee der FRETILIN. Als Kämpfer der FALINTIL war Taur Matan Ruak an Gefechten mit der indonesischen Armee in Dili, Aileu, Maubisse, Ossu, Venilale, Uato-Lari und schließlich Laga beteiligt. Ende 1976 erhielt Taur Matan Ruak sein erstes Kommando. Er wurde Chef für den Sektor Centro-Leste mit Zentrum in Venilale.
Ab 1977 begann die indonesische Armee gezielt Stützpunkte der FALINTIL zu zerstören. Am 22. November 1978 fiel die letzte Widerstandsbasis am Matebian. Taur Matan Ruak war unter den Kämpfern, die Xanana Gusmão am Tag darauf am Monte Legumau wieder versammelte, um den Guerillakrieg neu zu organisieren. Im Dezember 1978 kam der Chef der Bewegung Nicolau dos Reis Lobato bei Kämpfen mit der indonesischen Armee ums Leben. Gusmão wurde zum neuen Chef der FALINTIL und führte den Hauptwiderstand im Zentrum Timors, während Taur Matan Ruak in den Osten geschickt wurde, um dort den Guerillakrieg zu führen. Während Taur Matan Ruak nach FALINTIL-Überlebenden der Vernichtungsaktion der indonesischen Armee (ABRI) suchte, wurde er am 31. März 1979 von Soldaten der Indonesier in Ossu gefangen genommen. 23 Tage später gelang Taur Matan Ruak die Flucht. Ein Begleiter von ihm, der nicht fliehen konnte, wurde später in Uato-Lari hingerichtet.
Im März 1981 wurde Taur Matan Ruak zum Assistenten des FALINTIL-Oberbefehlshabers Xanana Gusmão und zuständig für die Operationen im Ost- und später im Zentralsektor. 1983 übernahm Taur Matan Ruak die strategische Planung von Kommandooperationen im Ponta-Leste-Sektor, dem östlichsten Teil Timors. Zwischen 1984 und 1986 diente er als Militärberater für Kommandooperationen im Westsektor. 1985 wurde Taur Matan Ruak zum stellvertretenden FALINTIL-Oberbefehlshaber ernannt und nach 1986 zuständig für alle Kommandooperationen in Osttimor. Im November 1992 wurde Gusmão durch die Indonesier gefangen genommen. Ma'huno Bulerek Karathayano übernahm die Führung bis zu seiner Verhaftung 1993, während Taur Matan Ruak zum Chief-of-Staff wurde. Ma'huno wurde 1993 gefangen genommen und sein Nachfolger Nino Konis Santana kam am 11. März 1998 bei einem Unfall um. Nun wurde Taur Matan Ruak zum Kommandeur der FALINTIL.
1999 beendete die FALINTIL den bewaffneten Widerstand und am 30. August entschied sich die Bevölkerung Osttimors in einem Referendum für die Unabhängigkeit von Indonesien. Die Vereinten Nationen entsendeten eine internationale Eingreiftruppe (INTERFET), um für Ruhe und Ordnung zu sorgen, nachdem pro-indonesische Milizen die Bevölkerung terrorisierten. Die FALINTIL griff in den Konflikt, entsprechend den Verpflichtungen zum Waffenstillstand, nicht ein. Osttimor kam unter UN-Verwaltung und wurde für die Unabhängigkeit vorbereitet, in die es 2002 entlassen wurde.

### Verteidigungskräfte Osttimors

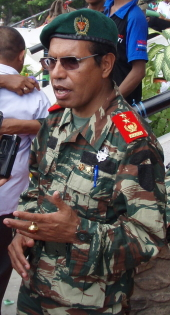
Generalmajor Taur Matan Ruak (2009)

Bereits am 20. August 2000 wurde die FALINTIL in die neuen Verteidigungskräfte Osttimors umgewandelt. Taur Matan Ruak wurde zum Oberbefehlshaber und Brigadegeneral ernannt. Ab 2009 war Taur Matan Ruak Generalmajor. Anfang 2006 desertierten fast die Hälfte der Streitkräfte, nachdem Beschwerden über ungerechte Behandlung in der Armee erfolglos gewesen waren. Taur Matan Ruak entließ daraufhin die 591 Soldaten, was zu Protesten führte, die später in Gewalt umschlugen. Dies gilt als Auslöser der schwersten Unruhen in Osttimor seit der Unabhängigkeit, in dessen Folge 150.000 Osttimoresen aus ihren Häusern fliehen mussten, über 37 Menschen starben und der Premierminister Marí Alkatiri zurücktreten musste. Der ethnische Konflikt zwischen östlichen und westlichen Osttimoresen trat offen hervor. Die Vereinten Nationen empfahlen in einem Bericht zu den Unruhen von 2006 ein Ermittlungsverfahren gegen Taur Matan Ruak. Er und zwei Minister sollen für die Waffenverteilung an Zivilisten verantwortlich gewesen sein, die gegen die Rebellen eingesetzt wurden. Der Bericht kam zu dem Schluss, dass Taur Matan Ruak versagt habe, die Unruhen zu verhindern. Die Erschießung unbewaffneter Polizisten durch Soldaten am 24. April könne ihm aber nicht zur Last gelegt werden. Die Minister waren noch vor Alkatiri zurückgetreten und 2007 zu Haftstrafen verurteilt worden. Gegen Taur Matan Ruak wurde nicht ermittelt.
Am 2. September 2011 reichte Taur Matan Ruak seinen Abschied von den Streitkräften ein. Er wolle nach über 30 Jahren als Soldat nun endlich Zivilist werden. Die Amtsübergabe an Generalmajor Lere Anan Timur erfolgte am 6. Oktober.

### Staatspräsident

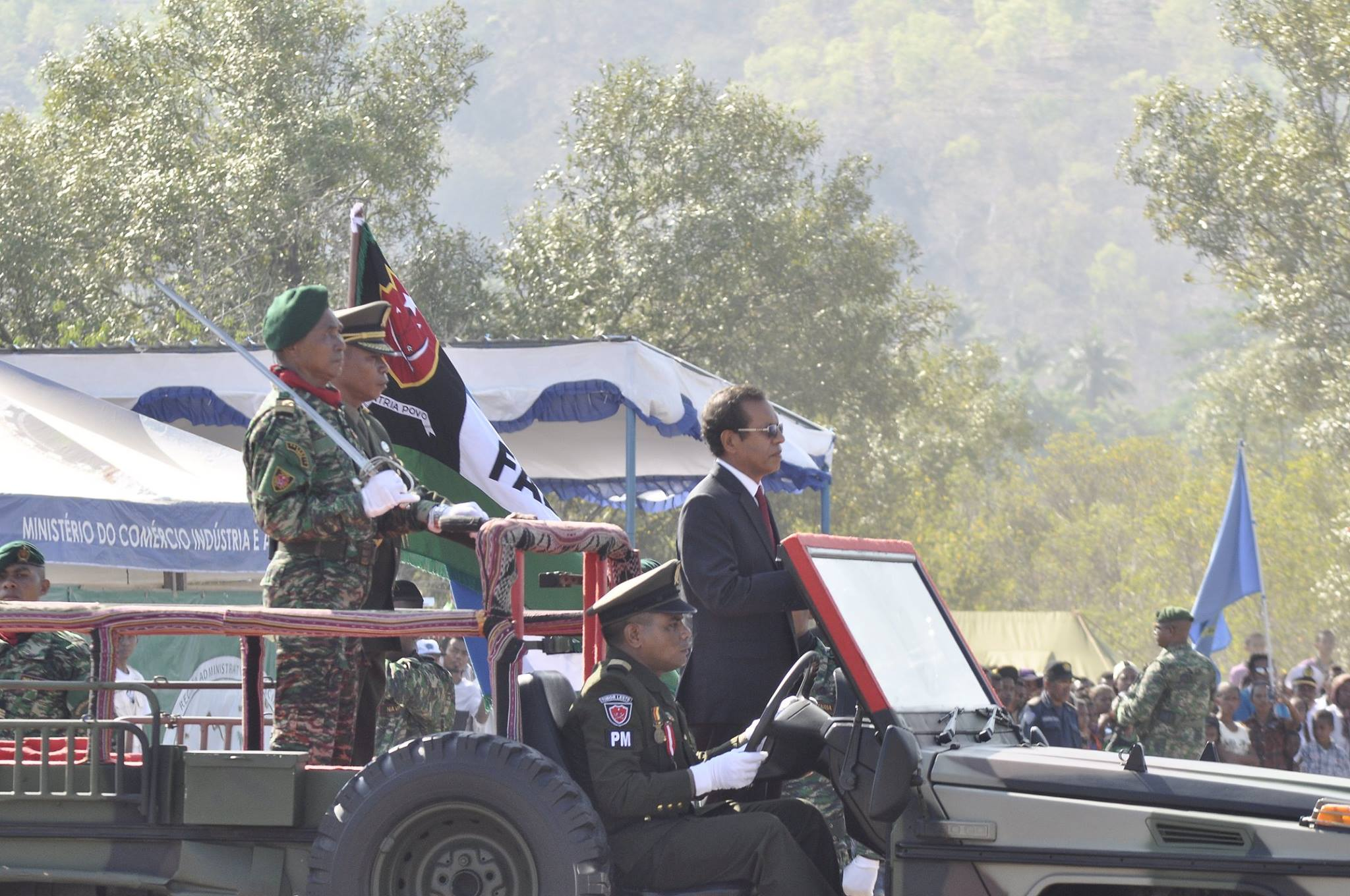
Taur Matan Ruak bei den Feierlichkeiten zum Unabhängigkeitstag Osttimors 2015 in Oe-Cusse Ambeno

Am 10. Oktober, seinem Geburtstag, kündigte Taur Matan Ruak an, dass er bei den Präsidentschaftswahlen in Osttimor 2012 antreten werde. Bei der ersten Runde am 17. März 2012 erhielt er 25,71 % und belegte damit Platz 2 hinter dem FRETILIN-Kandidaten Francisco „Lú-Olo“ Guterres. Die zweite Runde fand am 16. April statt. Dabei gewann Taur Matan Ruak 61,23 % der Stimmen. Am 20. Mai 2012 wurde Taur Matan Ruak zum Staatspräsidenten vereidigt.
Nachdem auch die FRETILIN mit der Regierungsumbildung am 16. Februar 2015 an der Regierung beteiligt wurde, gab es im Nationalparlament Osttimors keine Opposition mehr. Taur Matan Ruak sieht sich spätestens seitdem als korrigierender Gegenpol zu Parlament und Regierung (Zitat: “Since there is no opposition party, the president takes on the role.”). Gegen den Haushaltsplan von 2016 legte er sein Veto ein. Zu viele Großprojekte würden durchgeführt und zu wenig für die Verbesserung der Grundversorgung der Bevölkerung getan; diese Kritik übte zuvor die FRETILIN selbst an der Regierung von CNRT, PD und FM. Das Parlament wies das Veto des Präsidenten einstimmig zurück.

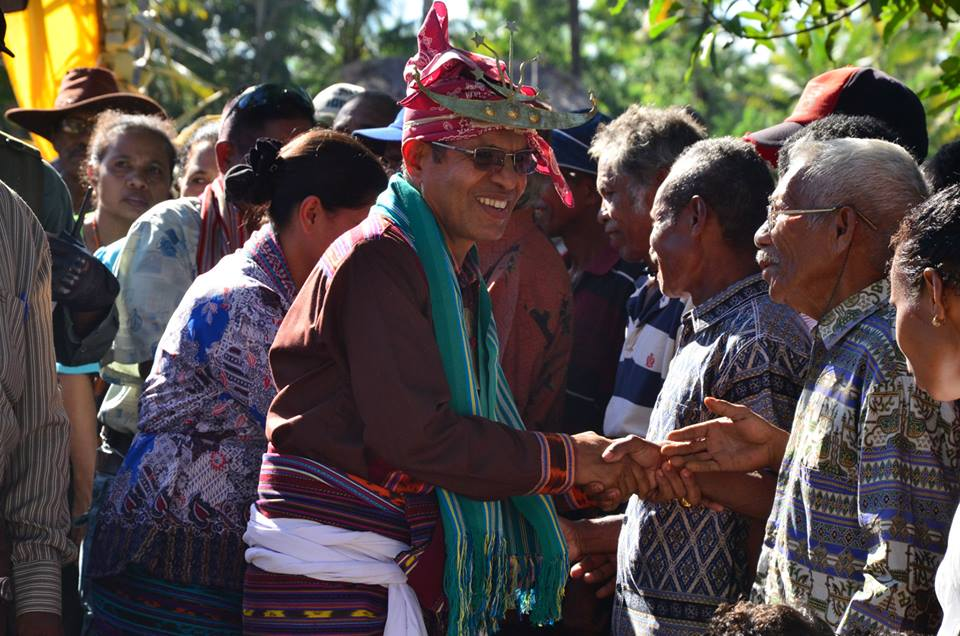
Präsident Taur Matan Ruak beim Besuch in Irabin de Baixo (2015)

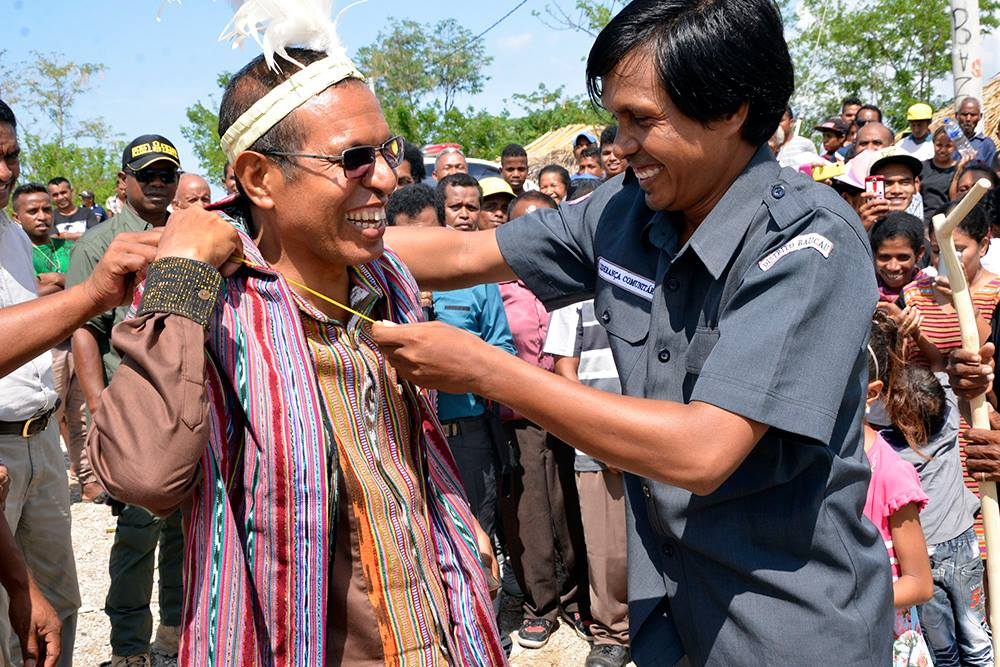
Taur Matan Ruak erhält in Samalari die lokale Kleidung durch den Chefe de Suco überreicht (2016)

Anfang 2016 kam es zum Streit um den militärischen Oberbefehlshaber. Regierung und Parlament schlugen eine Verlängerung der Amtszeit von Lere Anan Timur vor, doch Taur Matan Ruak ernannte als neuen Oberbefehlshaber der Verteidigungskräfte Osttimors (F-FDTL) Filomeno Paixão. Von Seiten der Regierung und des Parlaments wurde diese Entscheidung als Verfassungsbruch angesehen. Aus den Reihen der Abgeordneten wurden Rufe nach einem Amtsenthebungsverfahren gegen den Präsidenten laut. Taur Matan Ruak begründete am 25. Februar in einer Rede vor dem Parlament seine Entscheidung damit, dass es sonst zu einem Beförderungsstau in der F-FDTL gekommen wäre. In derselben Rede warf er den Ex-Premierministern und Parteiführern von CNRT und FRETILIN Xanana Gusmão und Marí Alkatiri vor, dass Verwandte von ihnen bei staatlichen Aufträgen bevorzugt werden würden. Das gleiche Verhalten hätte zum Sturz des indonesischen Diktators Suharto geführt. Auch gegen den FRETILIN-Vorsitzenden Francisco „Lú-Olo“ Guterres erhob Taur Matan Ruak Korruptionsvorwürfe gemacht. Außerdem kritisierte der Präsident die geplanten Großprojekte in Oe-Cusse Ambeno und an der Südküste. Stattdessen sollte mehr Geld zur Steigerung der Lebensqualität der Bevölkerung investiert werden. Das Tribunal de Recurso de Timor-Leste entschied nach einer Beschwerde der Regierung, dass die Entscheidung über den militärischen Oberbefehlshaber „charakteristisch für die politische Funktion der Ausübung der Macht“ des Präsidenten sei, und wies damit die Forderung nach einstweiliger Verfügung gegen die Ernennung Paixãos zurück. Das Gericht könne nicht gegen einen politischen Akt vorgehen, auch wenn er womöglich illegal sei. Daher erklärte sich das Gericht für nicht zuständig. Am 15. April wurde ein neuer Vorschlag der Regierung veröffentlicht, nach dem neuer Generalstabschef Pedro Klamar Fuik werden sollte. Noch am selben Tag akzeptierte Taur Matan Ruak den Vorschlag, doch war das genaue Prozedere der Amtsübergabe noch nicht beschlossen. Da der CNRT der Meinung war, dass die PD den Präsidenten im Konflikt unterstützt habe, kündigte er die Koalition mit ihr auf. Im Parlament wurden die PD-Mitglieder aus dem Präsidium gewählt, die Kabinettsmitglieder der PD erklärten ihren Parteiaustritt.
Taur Matan Ruak gelang es, wie er versprochen hatte, als erster Präsident alle 442 Sucos des Landes in seiner Amtszeit zu besuchen. Laut Matadalan online nutzte Taur Matan Ruak seine Dienstreisen durch das Land, um seine Popularität für die späteren Parlamentswahlen auszubauen.

### Premierminister

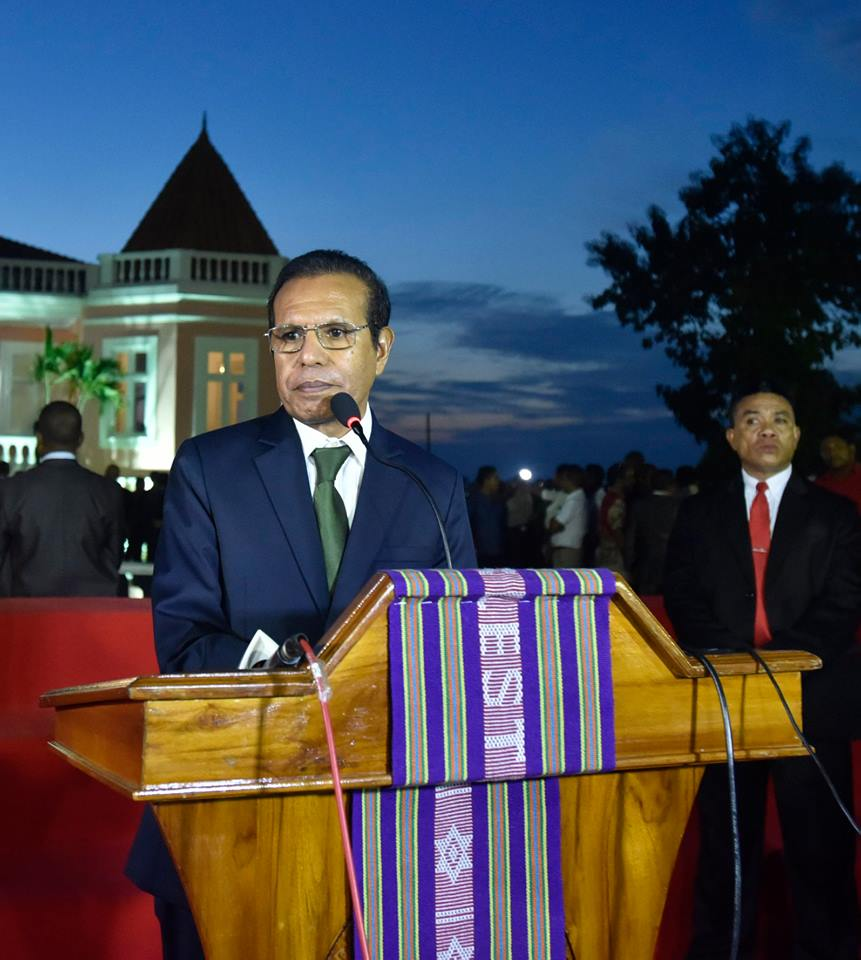
Taur Matan Ruak bei seiner Vereidigung zum Premierminister 2018

Zur im Dezember 2015 neu gegründeten PLP wurde von Beginn an Taur Matan Ruak eine große Nähe nachgesagt. Am 3. März 2017 bestätigte Taur Matan Ruak die bisherigen Vermutungen, dass er bei den Parlamentswahlen in Osttimor am 8. Juli 2017 mit ihr antreten werde, um Premierminister zu werden. Im Dezember zuvor hatte er schon eine weitere Kandidatur bei der zuvor stattfindenden Neuwahl des Präsidenten abgelehnt. Solange er Staatspräsident war, war ihm die politische Arbeit innerhalb einer Partei verwehrt. Nur die Mitgliedschaft in einer Partei war zulässig. Die Amtsübergabe an seinen gewählten Nachfolger Francisco „Lú-Olo“ Guterres fand um Mitternacht am 20. Mai 2017 statt. Am Nachmittag wurde Taur Matan Ruak auf dem ersten Nationalkongress der PLP zum Parteivorsitzenden gewählt.

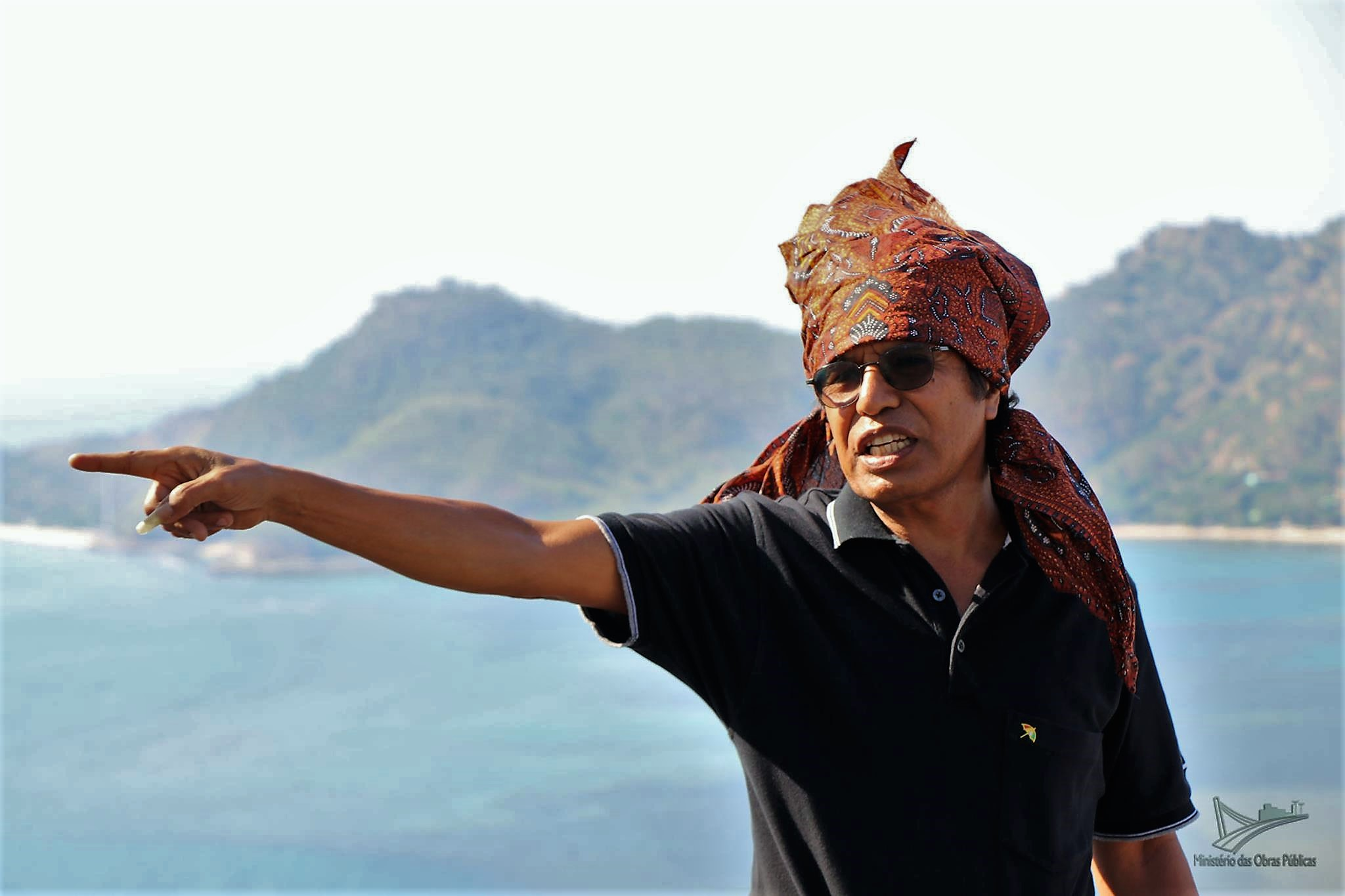
Taur Matan Ruak (2021)

Bei den Parlamentswahlen in Osttimor 2017 trat Taur Matan Ruak auf Platz 1 der Liste der PLP an und zog so als Abgeordneter in das Nationalparlament ein. Er verzichtete dann aber am 6. September auf seinen Sitz zugunsten von Signi Chandrawati Verdial.
Bei den Parlamentswahlen 2018 vertrat Taur Matan Ruak die PLP in der Dreierspitze der Aliança para Mudança e Progresso (AMP) und zog auf Platz 2 der AMP-Liste in das Parlament ein. Drei Wochen nach den vorgezogenen Neuwahlen nominierte die AMP Taur Matan Ruak zu ihrem Kandidaten für das Premierministeramt. Auf seinen Sitz im Nationalparlament verzichtete Taur Matan Ruak bereits zur ersten Sitzung am 13. Juni. Am 22. Juni 2018 wurde Taur Matan Ruak zum Premierminister vereidigt und führt die VIII. konstitutionelle Regierung Osttimors. Nachdem diese 2020 mit ihrem Haushaltsplan im Parlament gescheitert war, reichte Taur Matan Ruak am 24. Februar 2020 seinen Rücktritt ein. Aufgrund der drohenden COVID-19-Pandemie in Osttimor nahm Taur Matan Ruak aber nach Absprache mit Präsident Guterres sein Rücktrittsgesuch am 8. April wieder zurück.
Es kam zum Wechsel in der Koalition und einem Umbau der Regierung. Der CNRT schied aus und die FRETILIN trat ein. Auch ein Vertreter der PD erhielt einen Posten. Taur Matan Ruak übernahm am 24. Juni 2020 zusätzlich das Amt des Innenministers.
Bei den Parlamentswahlen 2023 führte Taur Matan Ruak die Liste der PLP an. Die Partei konnte nur noch vier Sitze für sich gewinnen. Gleich in der ersten  Sitzung verzichtete Taur Matan Ruak auf seinen Sitz im Parlament.

## Familie und Sonstiges

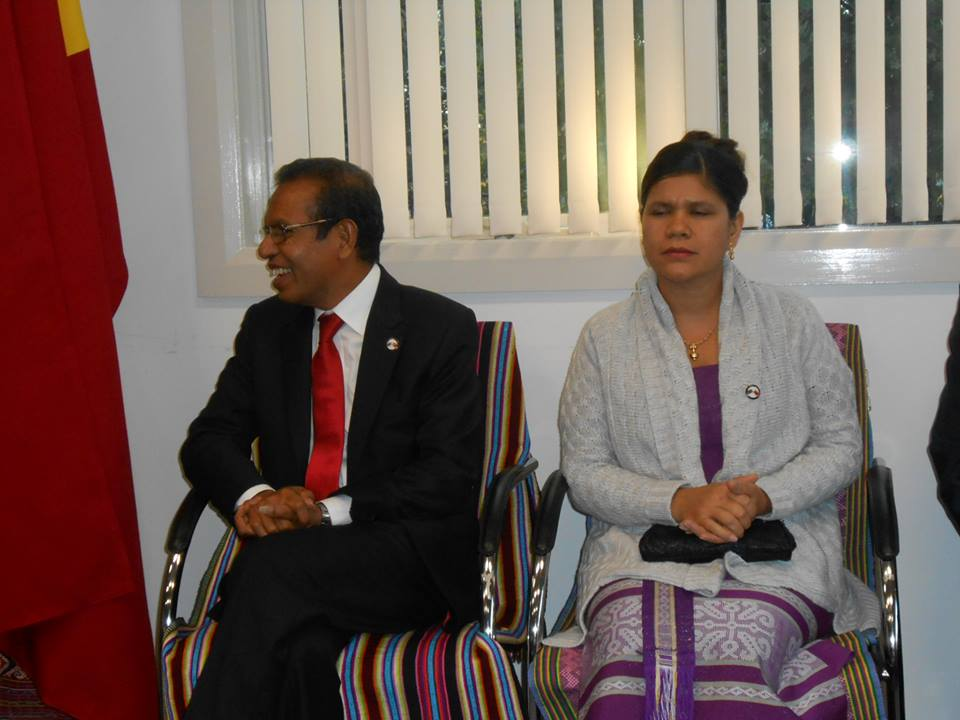
Taur Matan Ruak und seine Frau Isabel da Costa Ferreira (2013)

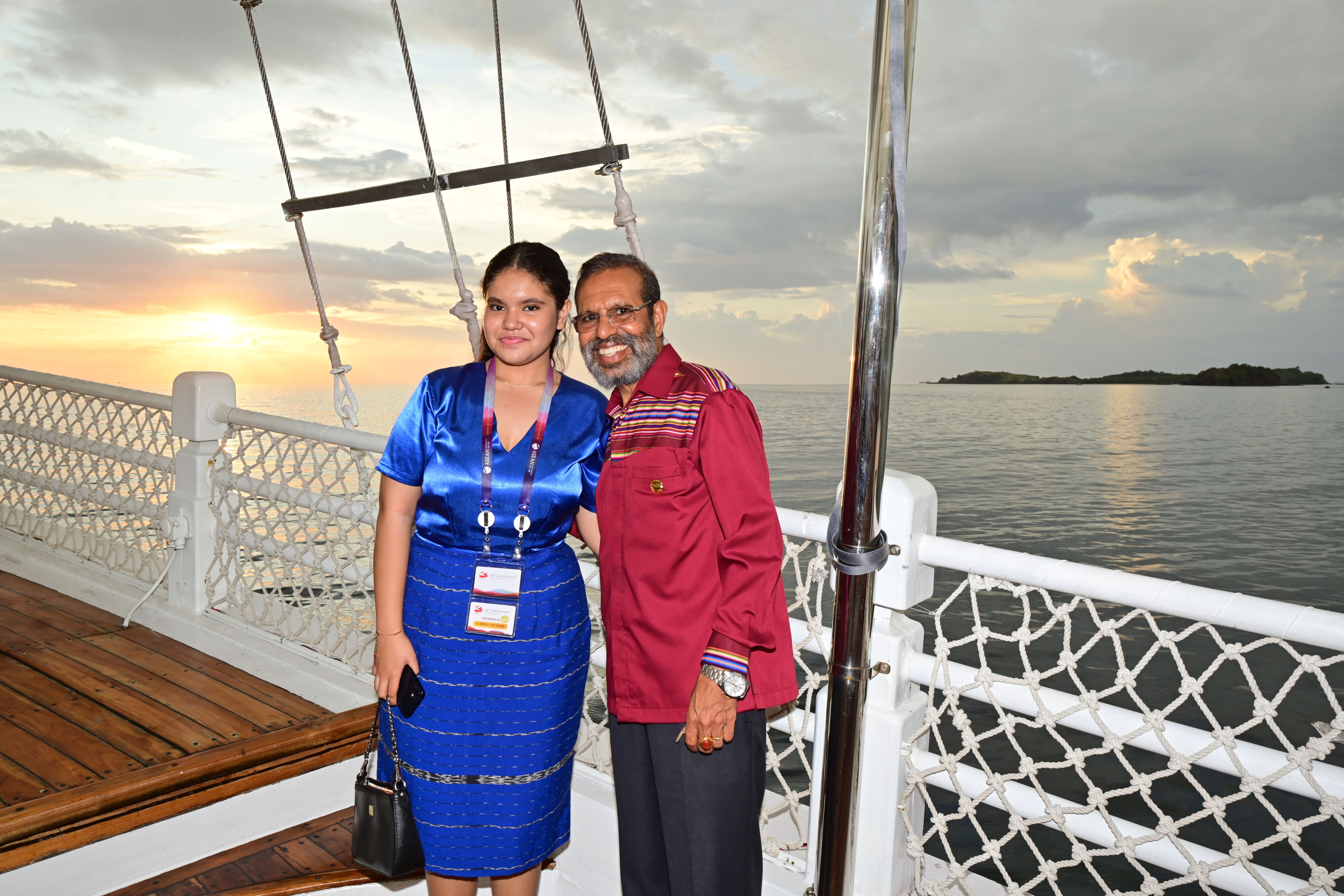
Taur Matan Ruak mit seiner Tochter Tamarisa beim ASEAN-Gipfel (2023)

Taur Matan Ruak ist das älteste Kind von António de Vasconcelos und Albertina Amaral. Er hat fünf Schwestern und zwei Brüder. Der Bruder Francisco de Vasconcelos ist seit 2018 für die PLP Abgeordneter im Nationalparlament. Wie der verstorbene Bruder Agostinho de Vasconselos (1970–2014) ist Francisco im Zivilberuf Pastor. Der Cousin Francisco Maria de Vasconcelos war ziviler Stabschef des Präsidenten Francisco Guterres und war Oberhaupt der Protestantischen Kirche in Osttimor (IPTL).
Die Familie ist im Allgemeinen protestantischen Glaubens. Taur Matan Ruak wechselte aber zum katholischen Glauben, als er die Anwältin Isabel da Costa Ferreira heiratete. Sie war bis 2006 Vize-Justizministerin und Beraterin für Menschenrechte der ersten Regierung Alkatiri. Zusammen haben Taur Matan Ruak und Isabel da Costa Ferreira zwei Töchter und einen Sohn. Isabel da Costa Ferreira starb 2023 an Krebs.
Taur Matan Ruak gehört zur Ethnie der Naueti und spricht Naueti, Makasae (die beiden Hauptsprachen seiner Heimat), Tetum, Portugiesisch und hat sich selbst Englisch beigebracht.
Taur Matan Ruak ist Träger des Ordem de Timor-Leste (Collar 2009 und Grand Collar 2017), des Ordem da Guerrilha (2006) und der Medalha Halibur (2008).

## Belege
- Ministry of Defence and Security - Biography of comander F-FDTL (Memento vom 29. Oktober 2008 im Internet Archive)